# Renault Triber

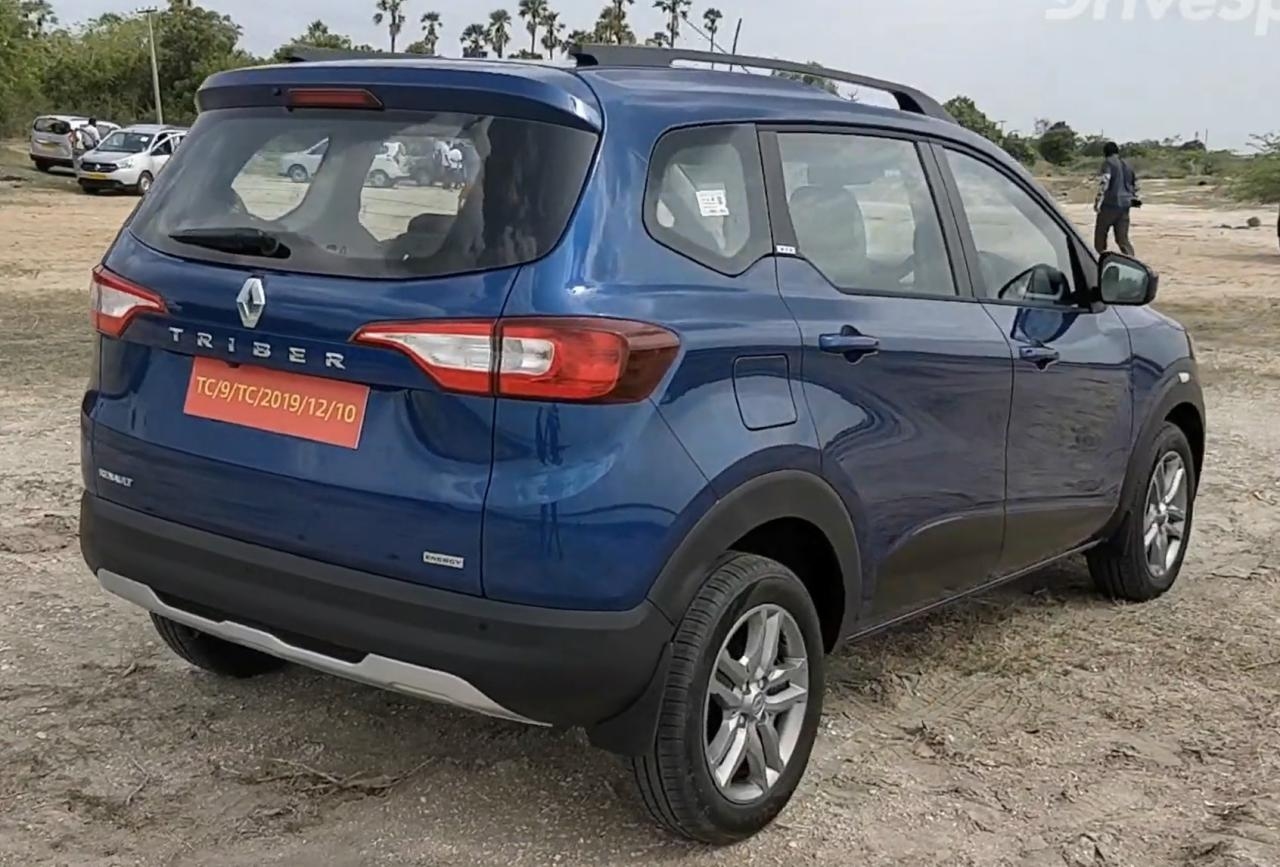
Heckansicht

Renault Triber ist ein Minivan auf der CMF-A-Plattform (Datsun redi-GO, Renault Kwid) von Renault-Nissan, der 2019 vorgestellt wurde. Angetrieben wird das Fahrzeug mit einem Ottomotor. Hergestellt wird es von der Tochtergesellschaft Renault India. Es wurde für den indischen Markt entwickelt, aber inzwischen auch in Indonesien vorgestellt.

## Präsentation
Im Rahmen des „Plans Drive the Future“ will  Renault seinen Umsatz um mehr als 40 Prozent steigern und hat als Ziel, bis 2022 mehr als fünf Millionen Fahrzeuge zu verkaufen sowie die Verkäufe in Indien in den nächsten drei Jahren auf 200.000 pro Jahr zu verdoppeln. In Indien wurde der Renault Triber am 19. Juni 2019 sowie auf der 27. Indonesia International Auto Show in Indonesien vom 18. bis 28. Juli 2019 vorgestellt.
Eine überarbeitete Version des Minivans präsentierte Renault am 23. Juli 2025.

## Das Fahrzeug
Der Renault Triber ist in mehreren Ausführungen verfügbar:
- als Zweisitzer mit einem großen Kofferraum, laut Renault gut geeignet für Camping
- als Viersitzer mit zwei Einzelsitzen auf der Beifahrerseite (der dadurch entstehende Freiraum ist für ein Surfbrett gedacht)
- als Fünfsitzer mit einem Kofferraum von 625 Liter
- und als Siebensitzer

Der Renault Triber hat einen Kühlergrill mit drei verchromten Streifen, Projektorscheinwerfer, Tagfahrlicht mit LED-Scheinwerfern, zweiteilige Rückleuchten, einen Unterfahrschutz, Dachreling und 15-Zoll-Räder. Die geräumige Fahrgastzelle verfügt über ein Acht-Zoll-Touchscreen-System mit Android Auto- und Apple CarPlay-Kompatibilität, ein Stopp-Start-System, ein gekühltes unteres Handschuhfach, einen zentralen Stauraum und Getränkehalter.
Als Fünfsitzer hat der Renault Triber einen 625-Liter-Kofferraum, mit sechs Sitzen fasst er 320 Liter und  mit sieben Sitzen 84 Liter. Es gibt vier Airbags: Fahrer-, Beifahrer- und zwei Seitenairbags.
Die Hecktüren können in einem Winkel von bis zu 74 Grad geöffnet werden. Es gebe insgesamt über 100 verschiedene Möglichkeiten, die Autositze zu konfigurieren.

## Technische Merkmale
| Kenngrößen      | Renault Triber             |
| Bauzeitraum     | seit 2019                  |
| Motortyp        | Ottomotor: 53 kW (72,8 PS) |
| Zylinderzahl    | 3                          |
| Hubraum         | 999 cm³                    |
| max. Drehmoment | 95 Nm                      |
| Getriebe        | Fünf-Gang-Schaltgetriebe   |

Der Renault Triber wird von einem Dreizylinder-Ottomotor mit einem Hubraum von 1000 Kubikzentimetern angetrieben, der ein maximales Drehmoment von 96 Newtonmeter liefert. Das Getriebe ist ein Fünfgang-Schaltgetriebe. Der Kraftstofftank fasst 40 Liter. Der Verbrauch ist mit 4,8 Liter pro 100 Kilometern von der Automotive Research Association of India zertifiziert.

## Verkauf
Am 28. August 2019 startete der Verkauf. Der Siebensitzer wird im Renault-Werk in Chennai gefertigt. Der Verkaufspreis in Indien wurde erwartet bei ungefähr 550.000 bis 750.000 Indischen Rupien (entsprach 2019 knapp 7.000 bis 9.500 Euro).